# 58

58(오십팔)은 57보다 크고 59보다 작은 자연수다.

## 수학
- 합성수로, 그 약수는 1, 2, 29, 58이다. 진약수의 합은 32이므로, 58은 부족수다.
  - 21번째 반소수다. 앞의 반소수는 57, 다음 반소수는 62이다.
- 4번째 십일각수다. 앞의 십일각수는 30, 다음은 95다.
- {\displaystyle 58=2+3+5+7+11+13+17}
  - 처음 7개의 소수(素數)의 합으로, 연속하는 소수 7개의 합으로 나타낼 수 있는 가장 작은 수다. 이 성질을 지닌 다음 수는 75다.
- {\displaystyle 58=3^{2}+7^{2}=9+49}
  - 서로 다른 두 소수(素數)의 제곱합으로 나타낼 수 있는 2번째 반소수다. 이 성질을 지닌 앞의 수는 34, 다음 수는 74다. (OEIS의 수열 A103558)
  - 가장 작은 사촌 소수쌍의 제곱합이다. 이 성질을 지닌 다음 수는 170이다.

## 과학
- 세륨(Ce)의 원자번호.
- NGC 47/58: 고래자리 방향에 있는 막대나선은하.

## 교통
- 고속도로
  - 유럽 고속도로 58호선(영어판): 오스트리아 빈에서 러시아 로스토프나도누까지 이어지는 유럽 고속도로.
- 국도 제58호선
  - 대한민국 58번 국도: 경상남도 창원시 진해구에서 경상북도 청도군 매전면까지 이어지는 대한민국의 국도.
  - 일본 58번 국도: 가고시마현 가고시마시에서 오키나와현 나하시까지 이어지는 일본의 국도.
- 기타 도로
  - 현도 제58호선

## 군사
- U-58: 독일의 군용 잠수함. 제1차 세계 대전에 사용된 1916년제 모델(영어판)과 제2차 세계 대전에 사용된 1938년제 모델(영어판)이 있다.

## 문화유산
- 대한민국의 국보 제58호: 청양 장곡사 철조약사여래좌상 및 석조대좌
- 대한민국의 보물 제58호: 안동 안기동 석조여래좌상
- 대한민국의 사적 제58호: 부여 나성

## 방송
- 스카이라이프의 엣지TV 채널 번호.
- 지니 TV의 SBS 스포츠 채널 번호.
- B tv의 KBS 스토리 채널 번호.
- U+ TV의 시네마천국 채널 번호.
- LG헬로비전의 엠플렉스 채널 번호.
- B tv 케이블의 YTN 사이언스 채널 번호.

## 기타
- 날짜: 5월 8일
- 연도: 58년, 기원전 58년
- 58은 ‘오팔’로 읽으면 ‘오빠’와 발음이 비슷해지기 때문에 오빠를 의미하는 숫자 암호로도 쓰인다
- 중국에서는 58의 발음이 '나는 돈을 번다'는 뜻의 '워파(我發)'와 비슷해 58을 좋아한다.